# Trónok harca (2. évad)
Jelen szócikk a Trónok harca című amerikai fantasy-dráma televíziós sorozat második évadának adatlapja. Az évad premierjének bemutatására az Egyesült Államokban az HBO csatornán került sor 2012. április 1-én, egészen az év június 3-ig. A sorozat részeinek bemutatása Magyarországon feliratozva egy nappal az eredeti vetítést követően történt. A tíz epizódból álló évad részei egyenként körülbelül 55 percet tesznek ki. Az évad adaptációjának az amerikai regényíró, George R. R. Martin A tűz és jég dala című könyvsorozatának második része, az 1998-ban megjelent Királyok csatája című könyv szolgál. Az évad az előző széria folytatásaként mutatja be a Vastrónért harcoló öt király háborúját.

## Szereplők

### Főszerepben
- Peter Dinklage, mint Tyrion Lannister (10 epizód)
- Lena Headey, mint Cersei Lannister (9 epizód)
- Nikolaj Coster-Waldau, mint Ser Jaime Lannister (4 epizód)
- Michelle Fairley, mint Lady Catelyn Stark (8 epizód)
- Emilia Clarke, mint Daenerys Targaryen (8 epizód)
- Aidan Gillen, mint Lord Petyr Baelish (7 epizód)
- Iain Glen, mint Ser Jorah Mormont (7 epizód)
- Kit Harington, mint Havas Jon (8 epizód)
- Charles Dance, mint Tywin Lannister (7 epizód)
- Liam Cunningham, mint Tengerjáró Davos (6 epizód)
- Isaac Hempstead-Wright, mint Bran Stark (7 epizód)
- Richard Madden, mint Robb Stark (6 epizód)
- Sophie Turner, mint Sansa Stark (7 epizód)
- Maisie Williams, mint Arya Stark (9 epizód)
- Alfie Allen, mint Theon Greyjoy (8 epizód)
- John Bradley, mint Samwell Tarly (6 epizód)
- Jack Gleeson, mint Joffrey Baratheon (6 epizód)
- Rory McCann, mint Sandor Clegane (5 epizód)
- Stephen Dillane, mint Stannis Baratheon (7 epizód)
- Carice van Houten, mint Melisandre (4 epizód)
- Natalie Dormer, mint Margaery Tyrell (4 epizód)
- James Cosmo, mint Jeor Mormont (3 epizód)
- Jerome Flynn, mint Bronn (7 epizód)
- Conleth Hill, mint Varys (6 epizód)
- Sibel Kekilli, mint Shae (8 epizód)
- Jason Momoa, mint Khal Drogo (1 epizód)

### Mellékszerepben
A falon túl
- Rose Leslie, mint Ygritte (4 epizód)
- Robert Pugh, mint Craster (3 epizód)
- Simon Armstrong, mint Qhorin Halfhand (4 epizód)
- Hannah Murray, mint Gilly (3 epizód)
- Mark Stanley, mint Grenn (5 epizód)
- Ben Crompton, mint "Dolorous" Edd Tollett (5 epizód)
- Edward Dogliani, mint a Csont király (2 epizód)

Északon
- Donald Sumpter, mint Luwin mester (7 epizód)
- Ron Donachie, mint Rodrik Cassel (3 epizód)
- Natalia Tena, mint Osha (6 epizód)
- Kristian Nairn, mint Hodor (7 epizód)
- Art Parkinson, mint Rickon Stark (5 epizód)

A Vas-szigeteken
- Patrick Malahide, mint Balon Greyjoy (2 epizód)
- Gemma Whelan, mint Yara Greyjoy (4 epizód)
- Ralph Ineson, mint Dagmer (5 epizód)
- Forbes KB, mint Fekete Lorren (4 epizód)

Délen
- Gethin Anthony, mint Renly Baratheon (3 epizód)
- Gwendoline Christie, mint Brienne Tarth (7 epizód)
- Finn Jones, mint Loras Tyrell (5 epizód)
- Kerr Logan, mint Matthos Seaworth (4 epizód)
- Fintan McKeown, mint Amory Lorch (4 epizód)
- Ian Gelder, mint Kevan Lannister (1 epizód)
- Ian Whyte, mint Gregor Clegane (3 epizód)
- Lucian Msamati, mint Salladhor Saan (1 epizód)
- Oliver Ford-Davies, mint Cressen (1 epizód)
- Sarah McKeever, mint Selyse Baratheon (1 epizód)

Királyvárban
- Julian Glover, mint Pycelle nagymester (5 epizód)
- Roy Dotrice, mint Wisdom Hallyne (2 epizód)
- Dominic Carter, mint Janos Slynt (2 epizód)
- Eugene Simon, mint Lancel Lannister (3 epizód)
- Esmé Bianco, mint Ros (5 epizód)
- Ian Beattie, mint Meryn Trant (3 epizód)
- Wilko Johnson, mint Ilyn Payne (1 epizód)
- Daniel Portman, mint Podrick Payne (3 epizód)
- Tony Way, mint Dontos Hollard (3 epizód)
- Aimee Richardson, mint Myrcella Baratheon (4 epizód)
- Callum Wharry, mint Tommen Baratheon (4 epizód)

A Keskeny-tengeren túl
- Nonso Anozie, mint Xaro Xhoan Daxos (5 epizód)
- Ian Hanmore, mint Pyatt Pree (4 epizód)
- Nicholas Blane, mint a Fűszer király (3 epizód)
- Roxanne McKee, mint Doreah (4 epizód)
- Amrita Acharia, mint Irri (5 epizód)
- Laura Pradelska, mint Quaithe (2 epizód)
- Steven Cole, mint Kovarro (8 epizód)
- Elyes Gabel, mint Rakharo (1 epizód)

A Stark táborban
- Oona Chaplin, mint Talisa Maegyr (5 epizód)
- Michael McElhatton, mint Roose Bolton (5 epizód)
- John Stahl, mint Rickard Karstark (2 epizód)
- Karl Davies, mint Alton Lannister (3 epizód)

Úton a Falhoz
- Joe Dempsie, mint Gendry (7 epizód)
- Tom Wlaschiha, mint Jaqen H'Ghar (6 epizód)
- Patrick O'Kane, mint Jaqen H'ghar (1 epizód)
- Francis Magee, mint Yoren (3 epizód)
- Ben Hawkey, mint Meleg Pite (7 epizód)
- Eros Vlahos, mint Lommy Greenhands (3 epizód)
- Andy Beckwith, mint Rorge (3 epizód)
- Gerard Jordan, mint Biter (3 epizód)

## Epizódok
Lásd még: a Trónok harca második évadjának epizódleírása cikket

## Fordítás
Ez a szócikk részben vagy egészben  a   Game of Thrones (season 2) című angol Wikipédia-szócikk fordításán alapul.  Az eredeti cikk szerkesztőit annak laptörténete sorolja fel. Ez a jelzés csupán a megfogalmazás eredetét és a szerzői jogokat jelzi, nem szolgál a cikkben szereplő információk forrásmegjelöléseként.